# نوازش‌های فولادی
نوازش‌های فولادی آلبوم استودیویی اثر گروه راک کانادایی راش است که در سال ۱۹۷۵ میلادی منتشر شد. این آلبوم را می‌توان نقطه گذر موسیقی گروه از هارد راک بلوز محور به سوی هارد پراگرسیو راک دانست.

## بازخورد
| بررسی انتقادی | بررسی انتقادی |
| منبع          | رتبه‌بندی      |
| ------------- | ------------- |
| آل‌میوزیک      | [ ۱ ]         |
| دیلی وولت     | C+            |
| رولینگ استون  | [ ۳ ]         |

اگرچه اعضا امیدهای زیادی برای این آلبوم داشتند، اما نوازش‌های فولادی بسیار کم‌تر از پرواز در شب فروخت و از سوی ناشر موسیقی‌شان به عنوان یک کار ناامید کننده نامیده شد. این آلبوم از جمله آلبوم‌های گمنام‌تر راش است که به نظر بسیاری از طرفداران گروه دست کم گرفته شده.
آلبوم تا دسامبر ۱۹۹۳، دو دهه پس از عرضه‌اش، نتوانست به گواهی فروش طلا در ایالات متحده دست یابد. این آلبوم همچنین از جمله معدود آلبوم‌های راش است که نتوانسته گواهی پلانتیوم را در ایالات متحده به دست آورد.

## فهرست آهنگ‌ها
| سمت اول | سمت اول                                                                              | سمت اول |
| شماره   | نام                                                                                  | مدت     |
| ------- | ------------------------------------------------------------------------------------ | ------- |
| ۱.      | «روز باستیل»                                                                         | ۴:۳۹    |
| ۲.      | «فکر می‌کنم در حال طاس شدن هستم»                                                      | ۳:۴۱    |
| ۳.      | «لیک‌ساید پارک»                                                                       | ۴:۱۰    |
| ۴.      | «غیب‌گو - I. به سوی تاریکی - ۴:۲۰ - II. زیر سایه - ۴:۲۵ - III. بازگشت شاهزاده - ۳:۵۱» | ۱۲:۳۳   |

| سمت دوم | سمت دوم | سمت دوم |
| شماره   | نام | مدت     |
| ------- | --- | ------- |
| ۵.      | «چشمه لمنث - I. در دره – ۴:۱۷ - II. دیداکتس و نرپتس - ۱:۰۰ - III. کسی روی پل نیست - ۴:۱۵ - IV. اکسیر (لی) - ۳:۱۲ - V. زمین‌های شراب (لی) - ۳:۱۲ - VI. چشمه - ۳:۴۸» | ۱۹:۵۷   |

## دست‌اندرکاران
- گدی لی – خواننده، گیتار باس، کیبوردها
- الکس لایفسن – گیتار الکتریک و گیتار آکوستیک
- نیل پیرت – درامز، پرکاشن